# Hyèvre-Paroisse
Hyèvre-Paroisse é uma comuna francesa na região administrativa de Borgonha-Franco-Condado, no departamento de Doubs. Estende-se por uma área de 8,79 km². Em 2010 a comuna tinha 197 habitantes (densidade: 22,4 hab./km²).